# Taniec rytualny
Taniec rytualny – taniec stanowiący element obrzędów i praktyk kultowych.
Znana już od okresu paleolitu, przetrwała do czasów dzisiejszych. Występuje w wielu kulturach, ale szczególnie ważną rolę zajmuje w religiach kultur pierwotnych.